# Furksora

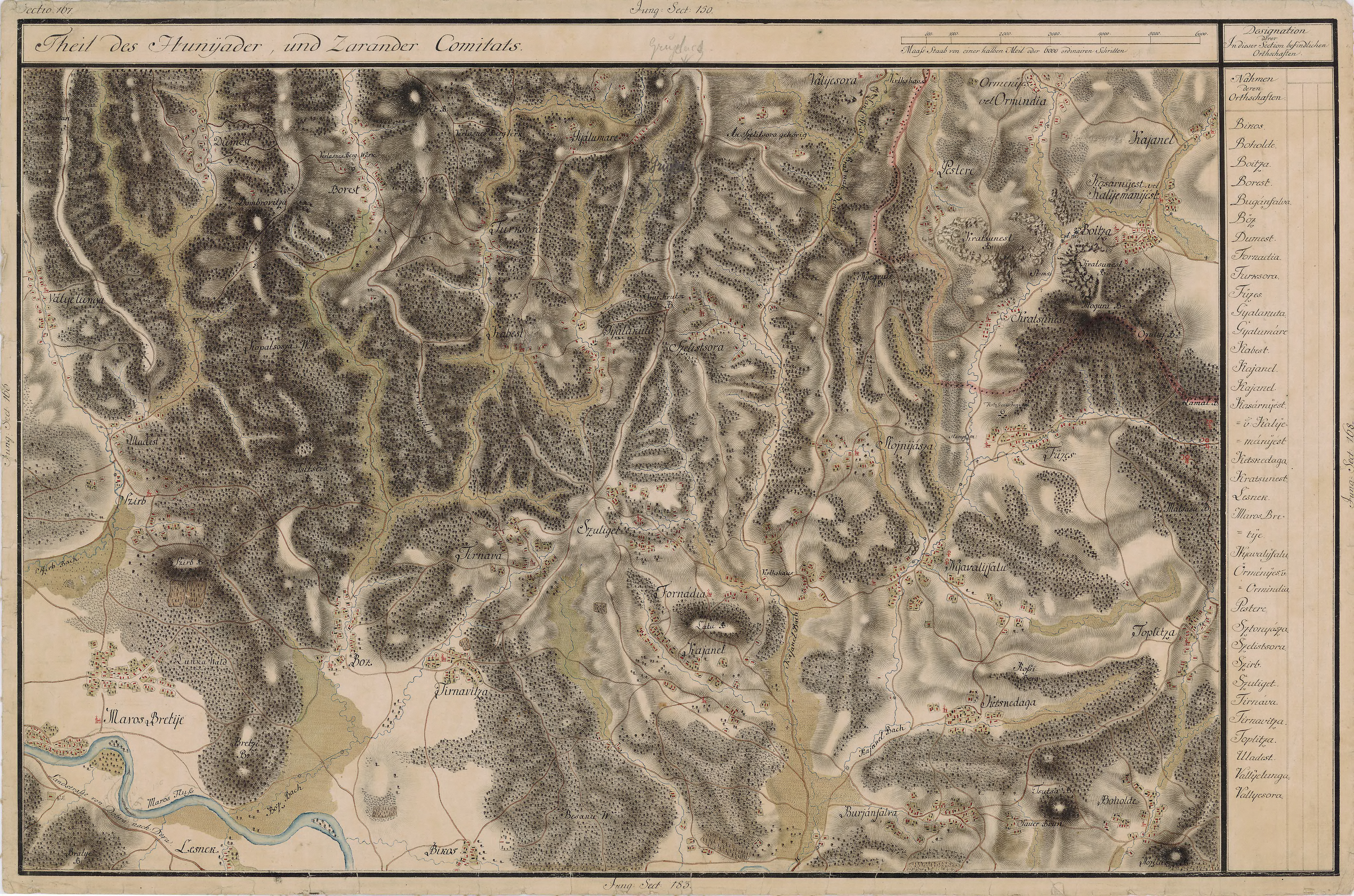

Furksora románul: Furcșoara, falu Romániában, Erdélyben, Hunyad megyében.

## Fekvése
Marosillyétől és Marosillyétől északkeletre, a hegyek között, Gyálakuta és Baresd közt fekvő település.

## Története
Furksora nevét 1516-ban említette először oklevél p. Swswarfalwa néven, majd 1518-ban p.  Fwrsora, 1519-ben p. Fwrsowara, 1750-ben  Fursoara, 1760–1762 között Furkosora, 1808-ban Furksora, Furksiora, 1913-ban Furksora néven tűnt fel az írásos forrásokban.
1521-ben p. Fwswara a Barancskai, Werbőczy, Barancskai Horvát család birtoka volt, királyi adományként Korlátkői Péter és az Illyei Dienesek kapták.
A trianoni békeszerződés előtt Hunyad vármegye Marosillyei járásához tartozott. 1910-ben 784 lakosából 781 román, 2 magyar volt. Ebből 781 volt görögkeleti ortodox.

## Nevezetességek
- 19. századi fatemploma a romániai műemlékek jegyzékében a HD-II-m-B-03314 sorszámon szerepel.[1]